# Centropristis striata
Centropristis striata es una especie de pez del género Centropristis, familia Serranidae. Fue descrita científicamente por Linnaeus en 1758.
Se distribuye por el Atlántico Occidental: Canadá a Maine hasta el noreste de Florida en EE UU. y el este del golfo de México. La longitud total (TL) es de 66 centímetros con un peso máximo de 4,3 Kilogramos. Habita en malecones de roca y en fondos rocosos en aguas poco profundas. Puede vivir hasta los 20 años.
Especie potencialmente peligrosa para el ser humano (venenoso).